# Denaro elettronico

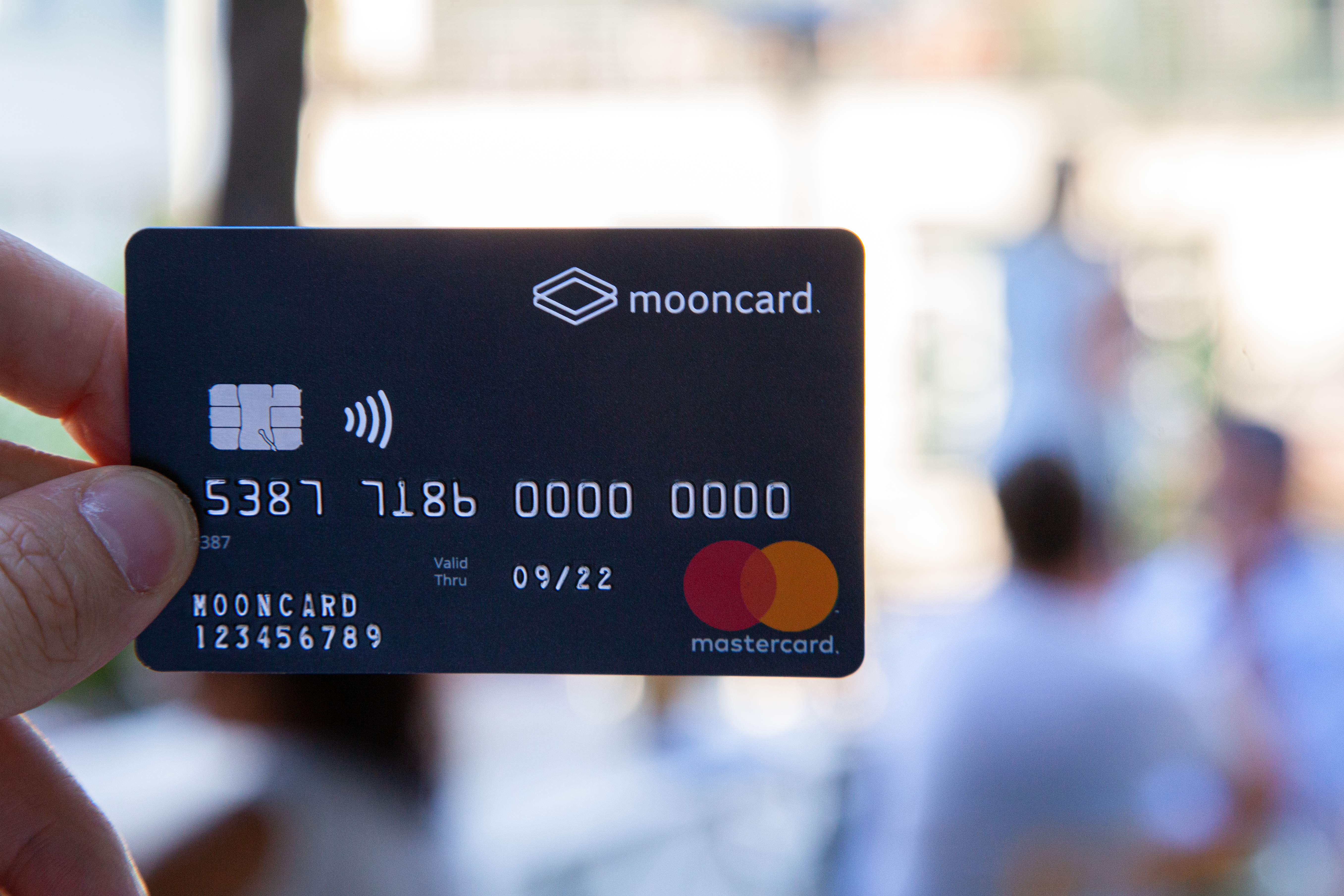
Carta di credito Mastercard

Logo del Bitcoin

Il denaro elettronico o moneta elettronica, in inglese e-cash, ha assunto diverse forme e tipologie nel corso del tempo: per esempio, il cybercoin, la moneta cibernetica e il digicash, il denaro digitale. Sono alcune iniziative nate per creare una moneta virtuale che abbia validità solo su internet. È probabile che dietro queste iniziative vi sia l'intenzione di eliminare, con il tempo, la "materialità" del denaro.

## Definizione
Il commercio elettronico infatti sta diventando una delle attività più frequenti sul web, e gli acquisti effettuati attraverso questo sistema prevedono un pagamento elettronico, un pagamento virtuale senza passaggio fisico di denaro. Il concetto di denaro elettronico venne coniato da alcune società che non hanno nulla a che vedere con l'attività finanziaria.
In queste particolari società, il funzionamento delle transazioni è sostanzialmente simile: viene aperto un conto deposito, versando somme di danaro fisico, al termine della quale si possono effettuare acquisti via internet in tutti i negozi presenti nel web, o convenzionati con le società che gestiscono quella specifica moneta.
Ogni volta che viene effettuato un acquisto, la cifra spesa online viene scalata dal deposito e la società la trasferisce sul conto del negoziante dal quale abbiamo acquistato. Le diverse società differiscono principalmente in base alle loro procedure di autenticazione.
Le carte di pagamento sono diventate così diffuse da rendere molti servizi di base accessibili esclusivamente attraverso il loro utilizzo. In risposta a questa necessità stanno divenendo molto popolari le carte prepagate che prevedono il medesimo funzionamento ma tramite pagamenti anticipati e non per addebito successivo. Nel primo caso la definizione è: "carta di credito", nel secondo caso: "carta di debito".

## Procedure di autenticazione
Sono procedure attuate dalle società che gestiscono il denaro elettronico: consistono nell'utilizzo di sistemi che garantiscono all'utente un livello elevato di sicurezza tale che il suo denaro non potrà mai essere utilizzato da truffatori per acquisti differiti. Per esempio: l'utente che apre un conto di questa natura è obbligato, per contratto, a scaricare sul proprio computer uno specifico programma, creato appositamente, e che dovrà utilizzare ogni volta che effettua acquisti via web. Questi programmi prevedono oltre alla password, anche l'utilizzo un codice di criptazione.

## Differenza sostanziale
A differenza delle carte di credito che si appoggiano su società che operano nel mondo reale e per questo sono sottoposte alle leggi che ogni nazione ha stabilito per le attività finanziarie e bancarie, le società che gestiscono moneta elettronica, invece, operano nel cyberspazio, e per questa ragione è molto difficile regolamentare la loro attività: lo cyberspazio, infatti, è, per sua natura, transnazionale. Ciononostante questo tipo di società tutelano le loro transazioni sottoponendole alle normative vigenti nei Paesi in cui vengono effettuate.